# ʿIsma
ʿIsma (arabisch عصمة, DMG ʿiṣma ‚Hinderung, Schutz, Unverletzlichkeit‘) ist in der islamischen Theologie die Bezeichnung für die Sündlosigkeit und Unfehlbarkeit bestimmter heiliger Personen. In der imamitischen Schia wird den Vierzehn Unfehlbaren ʿIsma zugesprochen. Unter den Sunniten wurde insbesondere die ʿIsma der Propheten diskutiert. Eine Person, die ʿIsma besitzt, wird auf Arabisch als Maʿsūm bezeichnet.  Von dem Wort ʿIsma leitet sich auch der türkische Vorname İsmet ab.
In der islamischen Rechtswissenschaft bezeichnet ʿIsma zum einen das aus dem Ehevertrag resultierende Schutzverhältnis der Ehefrau, zum anderen die verschiedenen Arten des Rechtsschutzes, die der Muslim, der Dhimmī und der Musta'min gegenüber der islamischen Obrigkeit genießt.

## ʿIsma in der islamischen Theologie

### Bei den Schiiten
Das Konzept der ʿIsma als Sündlosigkeit und Unfehlbarkeit von Personen ist im 8. Jahrhundert in den Kreisen der imamitischen Schia entwickelt worden. In diesen Kreisen ging man davon aus, dass der Imam als der göttlich eingesetzte Führer und Lehrer der Gemeinschaft vor Sünden geschützt (maʿṣūm) sein müsse und dementsprechend diese Eigenschaft besitzt. So überliefert Abū l-Hasan al-Aschʿarī in seinem doxographischen Werk Maqālāt al-islāmīyīn von dem imamitischen Kalām-Gelehrten Hischām ibn al-Hakam (gest. 795) die folgende Lehre:

„Vom Gesandten – Gott segne ihn und schenke ihm Heil! – ist denkbar, dass er gegen Gott sündigt, denn der Prophet hat bei der Schlacht von Badr durch die Freilassung von Geiseln gegen Lösegeld gesündigt. Bei den Imamen dagegen ist dies nicht denkbar. Denn wenn der Gesandte sündigt, kommt ihnen die Offenbarung von Gott. Den Imamen dagegen wird nicht offenbart, und auch die Engel steigen nicht zu ihnen herab. Sie sind aber vor Sünden geschützt (maʿṣūmūn) und es nicht denkbar, dass sie aus Versehen Fehler begehen oder sich irren, wenn auch beim Gesandten die Sünde möglich ist.“

Das Dogma von der ʿIsma der Imame ist später sowohl in der Zwölfer-Schia als auch in der Ismāʿīlīya übernommen worden. 
Al-Aschʿarī führt weiter aus, dass nach einer anderen Meinung unter den Rafiditen weder der Prophet noch die Imame Gott gegenüber ungehorsam sein könnten, weil sie Gottes Beweise (ḥuǧaǧ) und damit vor dem Irrtum geschützt (maʿṣūmūn min az-zalal) seien. Diese Lehre wurde auch von den Zwölfer-Schiiten übernommen. So sagte zum Beispiel asch-Schaich al-Mufīd (gest. 1022):

„Ich lehre, dass die gesamten Propheten Gottes vor und nach ihrer Berufung vor den großen Vergehen (kabāʾir) und den kleinen Vergehen (ṣaġāʾir), die denjenigen in Verruf bringen, der sie begeht, geschützt sind. Andere kleine unbeabsichtigte Vergehen sind vor der Berufung denkbar, auf keinen Fall aber danach. Das ist die Position der Mehrheit der Imamiten“

Al-Mufīds Schüler asch-Scharīf al-Murtadā (st. 1044) verfasste ein Buch über die Sündlosigkeit der Propheten und Imame  und darüber, dass sie sowohl vor als auch nach ihrer Berufung vor Sünden geschützt seien.

### Außerhalb der Schia
Anfang des 9. Jahrhunderts wurde das ʿIsma-Konzept in Kreisen der Muʿtazila zum ersten Mal auf die Propheten übertragen. Ein Muʿtazilit, von dem bekannt ist, dass er die Sündlosigkeit der Propheten lehrte, war an-Nazzām. In der Zeit von Abū l-Hasan al-Aschʿarī galt die Sündlosigkeit der Propheten bereits als die gemeinsame Lehre aller Muʿtaziliten. Nach ʿAbd al-Dschabbār ibn Ahmad beschränkt sich ʿIsma auf den Gottesgesandten. Sie ist bei ihm notwendig, weil er ein Beweis (ḥuǧǧa) ist. In etwas abgeschwächter Form wurde diese Lehre auch von den Māturīditen vertreten. Sie ließen bei den Propheten nur kleinere Versehen (zallāt) zu.
Auf große Vorbehalte stieß die Lehre von der ʿIsma der Propheten dagegen bei all denjenigen Gruppen, die am literalen Sinn von Koran und Hadithen festhielten und dementsprechend auch die Berichte über Vergehen von Propheten in ihrer wörtlichen Bedeutung ernst nahmen. Hierzu gehörten insbesondere Hanbaliten und Karrāmiten. Auch die Aschʿariten begegneten dieser Lehre mit großer Reserviertheit. So meinte beispielsweise al-Bāqillānī, eine solche ʿIsma könne höchstens bedeuten, dass die Propheten gegen absichtliches Lügen bei der Übermittlung der göttlichen Botschaft immun seien, alles andere habe keine rationale Grundlage. Sein etwas späterer Zeitgenosse ʿAbd al-Qāhir al-Baghdādī (st. 1037) glaubte dagegen schon einen Konsens unter den Aschʿariten darüber feststellen zu können, dass die Propheten nach ihrer Berufung gegen Sünden immun seien. Diese Auffassung hat sich allerdings in dieser Schule nie ganz durchgesetzt. Aschʿariten wie al-Dschuwainī (st. 1085) und al-Ghazālī gingen weiter davon aus, dass Propheten Sünden begehen können und deswegen auch Gott um Vergebung bitten müssen. Selbst Fachr ad-Din ar-Razi, der im späten 12. Jahrhundert in einer eigenen Abhandlung die ʿIsma der Propheten mit rationalen Argumenten verteidigte, relativierte diese, indem er vor ihrer Berufung große und nach ihrer Berufung kleine Sünden zuließ.

## ʿIsma im islamischen Recht
Als juristisches Konzept wurde die ʿIsma im 12. Jahrhundert von Gelehrten der hanafitischen Rechtsschule entwickelt. Dabei knüpft es an Konzepte aus vorislamischer Zeit an. Muslimische Historiographen wie al-Balādhurī und at-Tabarī erwähnen, dass mit diesem Terminus ursprünglich Schutzbriefe bezeichnet wurden, die in vorislamischer Zeit mekkanische Händler von byzantinischen, jemenitischen und abessinischen Herrschern erhielten und in denen ihnen Sicherheit für ihre Person und ihr Eigentum zugesagt wurde. Im Koran (Sure 60:10) wird das Wort in der Pluralform ʿiṣam auf die Ehe bezogen und bezeichnet hier das hieraus sich ergebende Schutzverhältnis der Ehefrau.
Nach der Lehre der Hanafiten haben auf dem  Territorium des Islam sowohl der Muslim als auch der Dhimmī und der Mustaʾmin einen Status der Unverletzlichkeit inne, die von dem Schutz (al-iḥrāz), den die islamische Obrigkeit für ihr Leben und Eigentum leisten kann, herrührt. Während für Muslim und Dhimmī dieser Status eine „unbefristete Unverletzlichkeit“ (ʿiṣma muʾabbada) ist, ist beim Mustaʾmin dieser Status zeitlich beschränkt und wird entsprechend „befristete Unverletzlichkeit“ (ʿiṣma muʾaqqata) genannt. Die Unverletzlichkeit hat zur Folge, dass im Falle einer Schädigung die Höhe des Schadens ermittelt und dieser Schaden wiedergutgemacht wird, im Falle der Tötung durch eine Wergeldzahlung an die geschädigte Sippe. Aus diesem Grund wird diese Art der ʿIsma als „mit Geld zu bezahlende Unverletzlichkeit“ (ʿiṣma muqauwima) bezeichnet.
Auf dem Gebiet des Krieges, das heißt außerhalb der Reichweite der islamischen Obrigkeit, gilt dagegen nur "die zum Sünder machende Unverletzlichkeit (ʿiṣma muʾaṯṯima). Ein Muslim, der nicht auf dem Territorium des Islams wohnt, ist nach diesem Prinzip vor den Übergriffen eines Glaubensbruders nur dadurch geschützt, als dieser durch den Übergriff vor Gott zum Sünder wird. Maßnahmen zur Verfolgung des Deliktes von Seiten der muslimischen Obrigkeit werden hingegen nicht unternommen.
Auch in der modernen arabischen Jurisprudenz ist der Begriff ʿIsma noch geläufig. Hier bezeichnet er die rechtliche Bindung, „die eine Person oder eine Sache unter den Schutz des islamischen Gesetzes stellt und die ein Individuum befähigt, die Gerichte anzurufen, um Dritte für den Schaden haftbar oder verantwortlich zu machen, den sie ihm angetan haben.“